# Asparagus vaginellatus
Asparagus vaginellatus là một loài thực vật có hoa trong họ Măng tây. Loài này được Bojer ex Baker mô tả khoa học đầu tiên năm 1875.